# Tamara Korpatsch
Tamara Korpatsch (ur. 12 maja 1995 w Hamburgu) – niemiecka tenisistka.

## Kariera tenisowa
W rozgrywkach zawodowych zadebiutowała w sierpniu 2011 roku w turnieju ITF w niemieckim Brunszwiku.
W karierze wygrała jedenaście turniejów singlowych rangi ITF. 23 października 2023 zajmowała najwyższe miejsce w rankingu singlowym WTA Tour – 71. pozycję, natomiast 7 marca 2022 osiągnęła najwyższą lokatę w deblu – 291. miejsce.
W zawodach cyklu WTA Tour Niemka osiągnęła jeden finał w grze podwójnej. Zanotowała też dwa singlowe finały cyklu WTA 125, zwyciężając w jednym z nich.

## Finały turniejów WTA
| Legenda                   | Legenda |
| ------------------------- | ------- |
| Wielki Szlem              |         |
| Igrzyska olimpijskie      |         |
| WTA Tour Championships    |         |
| od 2021                   |         |
| WTA 1000 (obowiązkowe)    |         |
| WTA 1000 (nieobowiązkowe) |         |
| WTA 500                   |         |
| WTA 250                   |         |
| WTA 125                   |         |

### Gra pojedyncza 1 (1–0)
| Końcowy wynik | Nr | Data                 | Turniej     | Nawierzchnia  | Przeciwniczka       | Wynik finału |
| ------------- | -- | -------------------- | ----------- | ------------- | ------------------- | ------------ |
| Zwyciężczyni  | 1. | 22 października 2023 | Kluż-Napoka | Twarda (hala) | Elena-Gabriela Ruse | 6:3, 6:4     |

### Gra podwójna 1 (0–1)
| Końcowy wynik | Nr | Data          | Turniej   | Nawierzchnia | Partnerka      | Przeciwniczki                    | Wynik finału |
| ------------- | -- | ------------- | --------- | ------------ | -------------- | -------------------------------- | ------------ |
| Finalistka    | 1. | 17 lipca 2021 | Budapeszt | Ceglana      | Aliona Bolsova | Mihaela Buzărnescu Fanny Stollár | 4:6, 4:6     |

## Finały turniejów WTA 125

### Gra pojedyncza 2 (1–1)
| Końcowy wynik | Nr | Data             | Turniej   | Nawierzchnia | Przeciwniczka    | Wynik finału        |
| ------------- | -- | ---------------- | --------- | ------------ | ---------------- | ------------------- |
| Finalistka    | 1. | 3 kwietnia 2022  | Marbella  | Ceglana      | Majar Szarif     | 6:7(1), 4:6         |
| Zwyciężczyni  | 1. | 24 września 2022 | Budapeszt | Ceglana      | Wiktorija Tomowa | 7:6(3), 6:7(4), 6:0 |

## Wygrane turnieje rangi ITF
| turnieje z pulą nagród 100 000 $ (W100) |
| turnieje z pulą nagród 80 000 $ (W80)   |
| turnieje z pulą nagród 60 000 $ (W75)   |
| turnieje z pulą nagród 40 000 $ (W50)   |
| turnieje z pulą nagród 25 000 $ (W35)   |
| turnieje z pulą nagród 15 000 $ (W15)   |
| turnieje z pulą nagród 10 000 $         |

### Gra pojedyncza
|     | Data       | Turniej     | ($)    | Naw.   | Finalistka         | Wynik               |
| 1.  | 27/09/2015 | Brno        | 10 000 | ziemna | Vendula Zovinicova | 4:6, 7:6(3), 7:6(3) |
| 2.  | 26/06/2016 | Lenzerheide | 25 000 | ziemna | Dalila Jakupović   | 4:6, 6:4, 6:2       |
| 3.  | 24/07/2016 | Darmstadt   | 25 000 | ziemna | Fiona Ferro        | 6:2, 6:2            |
| 4.  | 31/07/2016 | Horb        | 25 000 | ziemna | Tereza Smitková    | 6:2, 6:1            |
| 5.  | 15/08/2016 | Bad Saulgau | 25 000 | ziemna | Jasmine Paolini    | 6:2, 6:3            |
| 6.  | 13/08/2017 | Hechingen   | 60 000 | ziemna | Deborah Chiesa     | 2:6, 7:6(5), 6:2    |
| 7.  | 16/09/2018 | Biarritz    | 80 000 | ziemna | Timea Bacsinszky   | 6:2, 7:5            |
| 8.  | 28/07/2019 | Praga       | 60 000 | ziemna | Denisa Allertová   | 7:5, 6:3            |
| 9.  | 01/09/2019 | Bagnatica   | 25 000 | ziemna | Martina Caregaro   | 6:1, 6:2            |
| 10. | 27/03/2022 | Hawr        | 25 000 | ziemna | Anna Blinkowa      | 3:6, 6:2, 6:2       |
| 11. | 11/09/2022 | Montreux    | 60 000 | ziemna | Emma Navarro       | 6:4, 6:1            |

## Występy w igrzyskach olimpijskich

### Gra pojedyncza
| Runda                                                                   | Przeciwniczka     | Wynik    |
| ----------------------------------------------------------------------- | ----------------- | -------- |
|                                                                         |                   |          |
| Letnie Igrzyska Olimpijskie w Paryżu 2024, reprezentując państwo Niemcy |                   |          |
| I runda                                                                 | Chiny: Wang Xinyu | 2:6, 1:6 |

### Gra podwójna
| Runda                                                                   | Partnerka     | Przeciwniczki                                    | Wynik    |
| ----------------------------------------------------------------------- | ------------- | ------------------------------------------------ | -------- |
|                                                                         |               |                                                  |          |
| Letnie Igrzyska Olimpijskie w Paryżu 2024, reprezentując państwo Niemcy |               |                                                  |          |
| I runda                                                                 | Tatjana Maria | Argentyna: María Lourdes Carlé / Nadia Podoroska | 3:6, 0:6 |